# Sonnengöttin von Arinna

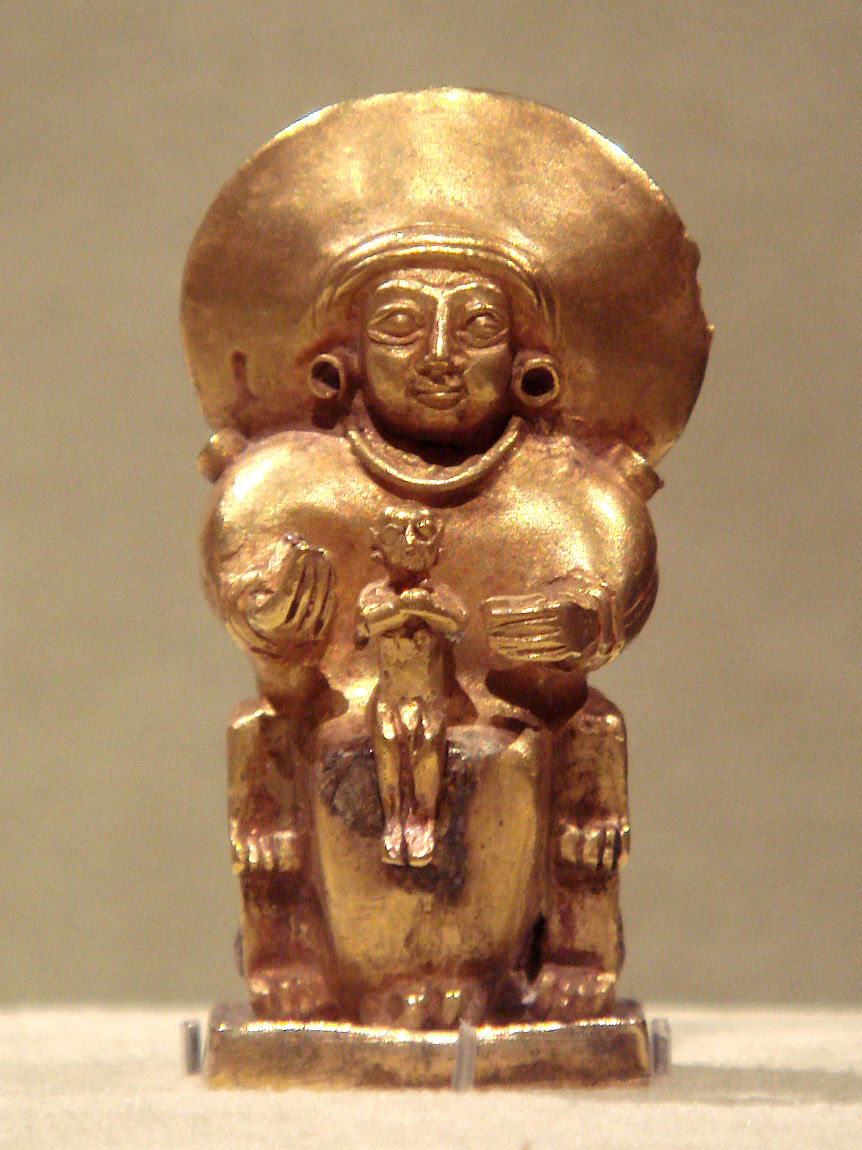
Mögliche Darstellung einer Sonnengöttin mit Kind; 15.–13. Jh. v. Chr.

Die Sonnengöttin von Arinna  ist in der hethitischen Mythologie die Hauptgöttin und Frau des Wettergottes Tarḫunna.  Sie leitete das Königtum und galt als „Königin aller Länder“. Ihr Kultzentrum befand sich in der heiligen Stadt Arinna.
Neben der Sonnengöttin von Arinna verehrten die Hethiter auch eine Sonnengöttin der Erde und den Sonnengott des Himmels, während die verwandten Luwier ursprünglich nur den altererbten indogermanischen Sonnengott Tiwad kannten. Es scheint, dass in den nördlichen Glaubensvorstellungen der althethitischen Zeit kein männlicher Sonnengott verehrt wurde.
Die Unterscheidung der verschiedenen Sonnengottheiten in den Texten bereitet Mühe, da die Namen meist lediglich mit dem Sumerogramm dUTU „Sonnengottheit“ geschrieben wurden. Dies führte dazu, dass die Deutung der Sonnengottheiten bis heute nicht ohne Widersprüche bleibt.

## Familie und Mythos
Die Sonnengöttin von Arinna bildete mit dem Wettergott Tarḫunna ein Paar und beide nahmen zusammen die höchste Stelle im hethitischen Staatspantheon ein. Die Tochter des Paares ist Mezulla. Zudem nennen die Quellen noch die Enkelin Zintuḫi, die beiden Wettergötter von Nerik und Zippalanda sowie der Korngott Telipinu können als ihre Söhne genannt werden. Der Adler war ihr Bote.
In Mythen spielt die Sonnengöttin von Arinna eine bescheidene Rolle. Ein hattisches Mythenfragment berichtet von ihrem Hausbau in Laḫzan. Ein anderes Mythenfragment bezieht sich auf einen Apfelbaum:

„Ein Apfelbaum steht auf einer Quelle und ist über und über von blutroter Farbe. Es erblickte (ihn) die Sonnengöttin von Arinna, und sie bedeckte (ihn) mit ihrem glänzenden Gewand.“

## Herkunft und Entwicklung
Die Sonnengöttin von Arinna ist ursprünglich hattischen Ursprungs und wurde von den Hattiern als Eštan verehrt. Einer ihrer hattischen Beinamen war Wurunšemu („des Landes Mutter“?).
Bereits in althethitischer Zeit war sie die Hauptgöttin des hethitischen Staates und die „Götterstadt“ Arinna war nicht nur Krönungsort der ersten hethitischen Großkönige, sondern auch eine der drei heiligen Städte. Die hattischen Namen wurden von den Hethitern als Ištanu und Urunzimu übernommen. Daneben wurde sie auch als Arinitti »Arinnäerin« angerufen. Das Epitheton „von Arinna“ erscheint erst ab mittelhethitischer Zeit, um die Sonnengöttin vom männlichen Sonnengott des Himmels zu unterscheiden, der damals durch hurritische Vermittlung zu den Hethitern kam.
Während der Großreichszeit wurde sie mit der hurritisch-syrischen Göttin Ḫebat gleichgesetzt und die Großkönigin Puduḫepa rief sie in ihrem Gebet unter beiden Namen an:

„Sonnengöttin von Arinna, meine Herrin, aller Länder Königin! Im Ḫatti-Lande setz[test] du dir den Namen Sonnengöttin von Arinna, ferner aber (in dem) Lande, das du zu dem der Zeder machtest, setztest du dir den Namen Ḫepat.“

## Königsideologie
Seit althethitischer Zeit legitimierte  die Sonnengöttin von Arinna zusammen mit dem Wettergott Tarḫunna die Königsmacht. Das Land gehörte den beiden Gottheiten und sie setzten den König ein, die Sonnengöttin konnte vom König als „Mutter“ bezeichnet werden. Den Großkönig Ḫattušili I. setzte die Sonnengöttin auf ihren Schoß. Mehrere Königinnen stifteten in der Stadt Taḫurpa der Sonnengöttin kultische Sonnenscheiben. Während der Großreichszeit lenkte die Sonnengöttin die Aufsicht über das König- und Königinnentum, der König galt als ihr Priester und die Königin als ihre Priesterin. Der hethitische König verehrte die Sonnengöttin mit täglichen Gebeten bei Sonnenaufgang. Die hethitischen Texte enthalten mehrere Gebete an die Sonnengöttin von Arinna: Das älteste ist das von König Arnuwanda I., das bekannteste dürfte das Gebet der Großkönigin Puduḫepa sein.

## Kult
Über die Kulte der Sonnengöttin in Arinna siehe auch den Artikel Arinna.
Der wichtigste Tempel der Sonnengöttin stand in der Stadt Arinna, ein zweiter auf der Burg von Ḫattuša. Sie wurde als Sonnenscheibe dargestellt. In der Stadt Tarḫurpa wurden mehrere solcher Sonnenscheiben verehrt, die von hethitischen Königinnen gestiftet wurden. König Ulmi-Teššup von Tarḫuntašša stiftete ihr jährlich eine Sonnenscheibe aus Gold, Silber und Kupfer, zudem einen Stier und drei Schafe. Gelegentlich wurde sie auch als Frau dargestellt. Möglicherweise stellen die Statuetten einer sitzenden Göttin mit Aureole ebenso die Sonnengöttin dar.
Offenbar war ihr der Hirsch heilig und Königin Puduḫepa gelobte ihr mehrere Hirsche zu stiften. Kultgefäße in Hirschform dürften der Verehrung der Sonnengöttin von Arinna angehören. Es wird auch angenommen, dass die frühbronzezeitlichen Hirschstatuetten aus Gold, die am mittleren Kızılırmak gefunden wurden und die der hattischen Kulturschicht zugeordnet werden, dem Kult der Sonnengöttin galten.

## Ištanu
Der Name Ištanu ist die hethitische Form des hattischen Namens Eštan und bezeichnet die Sonnengöttin von Arinna. Während die ältere Forschung annahm, Ištanu sei der Name des männlichen Sonnengottes des Himmels, neigt die jüngere Forschung dazu, im Namen lediglich die Sonnengöttin von Arinna zu erkennen. Volkert Haas unterscheidet aber immer noch zwischen dem männlichen Ištanu als Tagesgestirn und der weiblichen Wurunšemu als in der Unterwelt weilende nächtliche Sonnengöttin von Arinna.